# Her First Affaire
Her First Affaire é um filme britânico de 1932, do gênero comédia romântica, dirigido por Allan Dwan e estrelando Ida Lupino, George Curzon e Diana Napier.
Foi baseado em uma peça de Merrill Rogers e Frederick J. Jackson.

## Elenco
- Ida Lupino - Ann
- George Curzon - Carey Merton
- Diana Napier - sra. Merton
- Harry Tate - major Gore

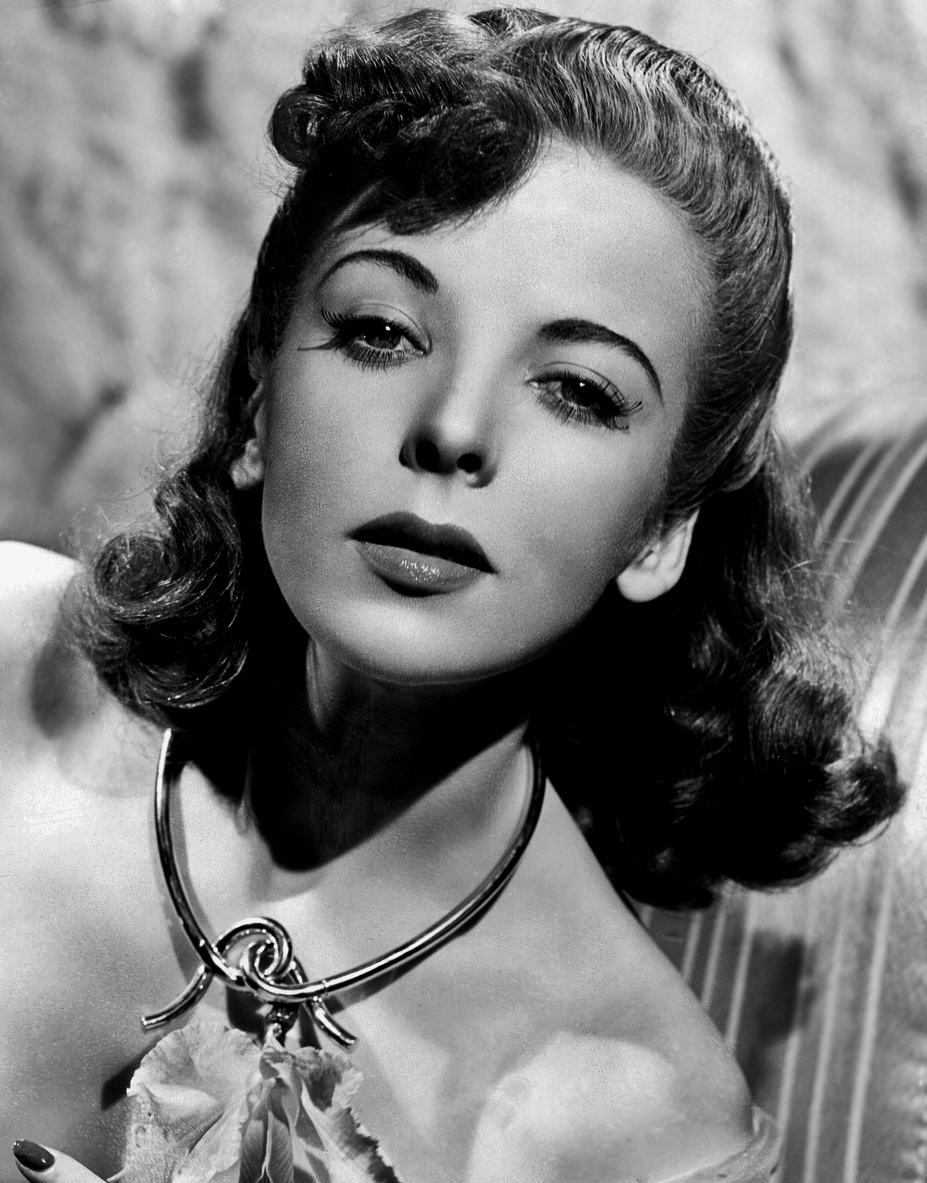
Ida Lupino

- Muriel Aked - Agatha Brent, tia de Ann
- Arnold Riches - Brian
- Kenneth Kove - professor de dança
- Helen Haye - lady Bragden
- Roland Culver - bêbado
- Melville Gideon - Melville Gideon